# صفينة

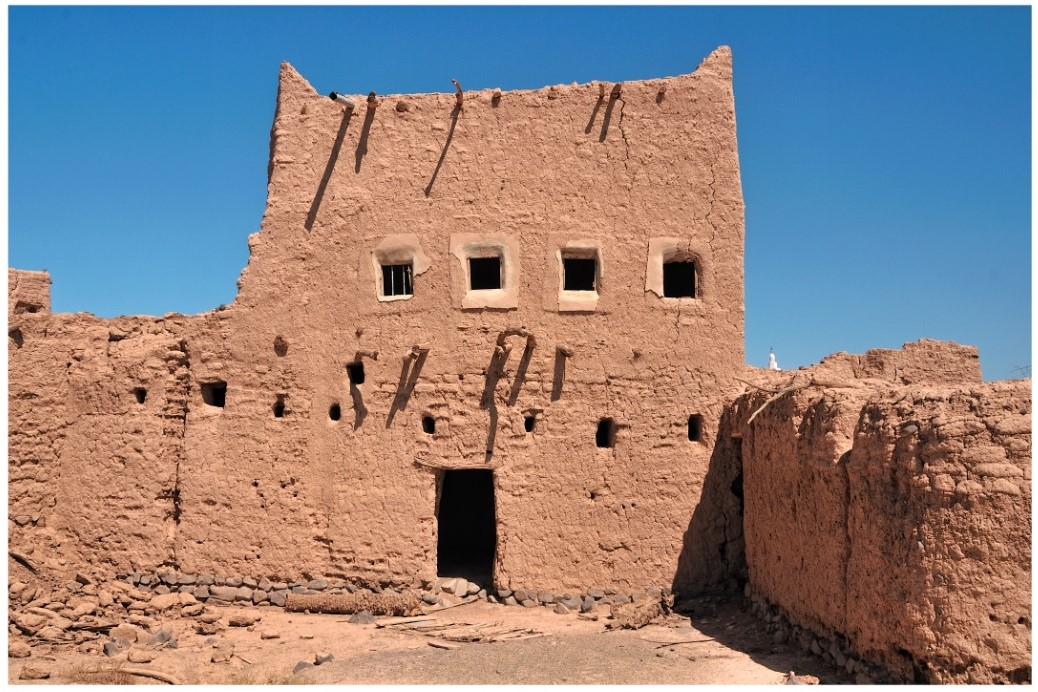

صفينة، قرية من قرى محافظة المهد، والتابعة لمنطقة المدينة المنورة في السعودية. تقع في جنوب شرق المدينة المنورة، وتبعد عنها بمسافة تقارب (225) كيلو متر، وعن مهد الذهب بمسافة تقارب (50) كيلو متر.

## مركز صفينة
مركز صفينة: هو من مراكز فئة (أ)
الموقعيقع المركز في الجزء الجنوبي من محافظة المهد .
المساحةتبلغ مساحته (1,611كم2)، وتمثل 6,58% من مساحة المحافظة، ويأتي في المرتبة الرابعة.
السكانيبلغ عدد سكانه (4180) نسمة، ويأتي في المرتبة الثالثة..
بعد المركز عن المحافظةيقع المركز على بعد (50كم) من المحافظة، والطريق المؤدي إليها إسفلتي، ويعتبر المركز في المرتبة الأولى من حيث القرب من مقر المحافظة.

## التاريخ
صُفْينَة بلدة وموقع تاريخي في السعودية، عُرف منذ العصر الجاهلي بهذا الاسم، كان يسكنها، بنو الشريد من سُلَيمْ. وهي بلدة الشاعرةالخنساء، وإخوانها معاوية وصخر أبناء عمرو بن الحارث، اللذان قتلا قبل البعثة النبوية، وقد أدركت الخنساء الإسلام وهاجرت إلي العراق هي وزوجها عباس بن مرداس، وهو من شعراء الرسول ﷺ.

## الموقع
تقع في عالية نجد بين مكة والمدينة المنورة. على بعد 225 كيلومتراً من المدينة من جهة الجنوب الشرقي. وعلى بعد 50 كيلو متراً في الجنوب الغربي من محافظة مهد الذهب.
وحدودها الحالية من الشمال جبال الزور ومن الغرب ووادي بيضان وقرية هباء ومن الجنوب جبل العلم المعروف (والذي وصفت الخنساء به أخوها صخر عندما قالت : كأنه علمٌ في رأسه نارٌ) ووادي نجار ومن الشرق جبال زيد وزويد وهي جبال حمر، ويتبعها إدارياً عدد من القرى والهجر مثل هباء ووادي بيضان ونجار والرويضة وغيرها.

## البناء
يقف قصر صفينة بحصونه و بواباته من جهاته الثلاث منذ عقود طويلة، وهو عبارة عن حصون وقلاع محاطة بسور. وصفينه واحة غناء تتوفر فيها المياه العذبة وذلك بسبب وجود العديد من الآبار القديمة بها، والتي كانت تستخدم في سقاية الحجاج والتي ترجع للعصر العثماني، كما يوجد بها أبراج للمراقبة تم إنشائها فوق الآبار مثل بئر وزارزة. ويقع القصر ضمن تجمع قرية صفينة لتشكل نسيجاً واحداً، والقرية تحتوي على مبانٍ تراثية من الطين وجذوع الأشجار من دور واحد، وتوجد ثلاثة مباني من دورين، مساحتها الإجمالية حوالي 5000 م2 . بني القصر الذي يتألف من مجموعة من الأبنية والغرف المتلاصقة من الطين اللبن في جدرانه، والتي يتم بناء أساس حجري لها من البازلت بارتفاع متر تقريباً، ثم يستكمل الجدار ببناء مداميك الطين اللبن. أما إنشاء الأسقف فكان يتم من عوارض من جذوع الأثل ثم يُرصف فوقها جريد النخل، ثم يُصب فوقها طبقة من الطين لضمان عدم تسرب مياه الأمطار .